# Culmile neantului
Culmile neantului (în engleză Touching the Void) este o carte scrisă de Joe Simpson, în care relatează cucerirea aproape fatală a versantului vestic Siula Grante (6.344 metri), parte a lanțului muntos Cordillera Huayhuash, al Anzilor Peruvieni, efectuată în anul 1985 de Joe Simpson și partenerul său, Simon Yates.
Cartea a câștigat două premii literare: Premiul pentru literatură montană Broadman Tasker (Boardman Tasker Prize for Mountain Literature) - 1988  și NCR Book Award - 1989.
În 2003, la 15 ani după ce a fost publicată, cartea a fost ecranizată pentru un film documentar cu același titlu, regizat de Kevin MacDonald. Filmul a obținut Premiul Alexander Korda pentru cel mai bun film britanic la Premiile BAFTA din 2003  și a participat la Festivalul de Film Sundance din 2004.

## Rezumat
În 1985, Yates și Simpson au încercat o primă ascensiune a versantului de vest a vârfului Siula Grande, anterior necucerit. Mai multe echipe și-au încercat norocul și nu a reușit să urce pe această față. Yates și Simpson au avut succes în încercarea lor, și după atingerea vârfului au coborât pe creasta de nord spre Yerupaya Grante, care s-a arătat o opțiune dificilă. La coborâre, Simpson a alunecat și în cădere tibia i-a rupt genunchiul. Cum la urcarea pe munte, din cauza vremii nefavorabile, au consumat mare parte a gazului pentru primus pentru transformarea zăpezii în apă, singura șansă pentru ei era să coboare 1000 de metri până la ghețar.